# Bisbat d'Arezzo-Cortona-Sansepolcro
El bisbat d'Arezzo-Cortona-Sansepolcro és un bisbat de l'Església catòlica, sufragània de l'arquebisbat de Florència, que pertany a la regió eclesiàstica Toscana. El nom en intalià és diocesi di Arezzo-Cortona-Sansepolcro i el nom oficial en llatí Dioecesis Arretina-Cortonensis-Biturgensis seu Burgi Sancti Sepulchri. El 2012 tenia 335.000 batejats d'un total de 353.700 habitants. Està regida per l'arquebisbe, a títol personal, Riccardo Fontana.
Els patrons de la diòcesi són Sant Joan Apòstol i Evangelista, Sant Donat, el segon bisbe d'Arezzo, i Santa Margherita da Cortona.

## Territori

Mapa de la diòcesi

La diòcesi comprèn gran part de la província d'Arezzo (Arezzo, Cortona, Sansepolcro, Pergine Valdarno, Sestino, Anghiari, Bibbiena, Castiglion Fiorentino, Capolona, Terranuova Bracciolini, Chiusi della Verna, Civitella in Val di Chiana, Castel Focognano, Bucine, Badia Tedalda, Marciano della Chiana, Loro Ciuffenna, Lucignano, Monterchi, Foiano della Chiana, Monte San Savino, Montevarchi, Poppi, Caprese Michelangelo, Subbiano, Monterchi, Pieve Santo Stefano, Ortignano Raggiolo, Talla, Laterina, San Giovanni Valdarno, Chitignano, Castiglion Fibocchi), i 4 municipis de la província de Siena (Gaiole in Chianti, Sinalunga, Rapolano Terme, Castelnuovo Berardenga).
La seu episcopal és la ciutat d'Arezzo, on es troba la catedral de Sants Donat i Pere. A més són cocatedrals de la diòcesi l'església de Santa Maria Assunta de Cortona i la de Sant Giovanni Evangelista a Sansepolcro.
El territori s'estén sobre 3.425 km², i està dividit en 244 parròquies.
Formen part de la diòcesi nombrosos santuaris, entre els quals estan:
- el santuari della Verna
- l'eremo di Camaldoli
- el santuari delle Vertighe
- el santuari di Santa Maria del Sasso
- el santuari della Madonna delle Grazie a Sansepolcro
- el santuari de la Madonna dei Lumi a Pieve Santo Stefano
- el santuari de la Madonna delle Grazie a Fresciano (part de Badia Tedalda)
- el santuari de la Madonna della Selva prop de Caprese Michelangelo
- la basílica de Santa Margherita a Cortona
- les basíliques de San Domenico i de San Francesco a Arezzo.

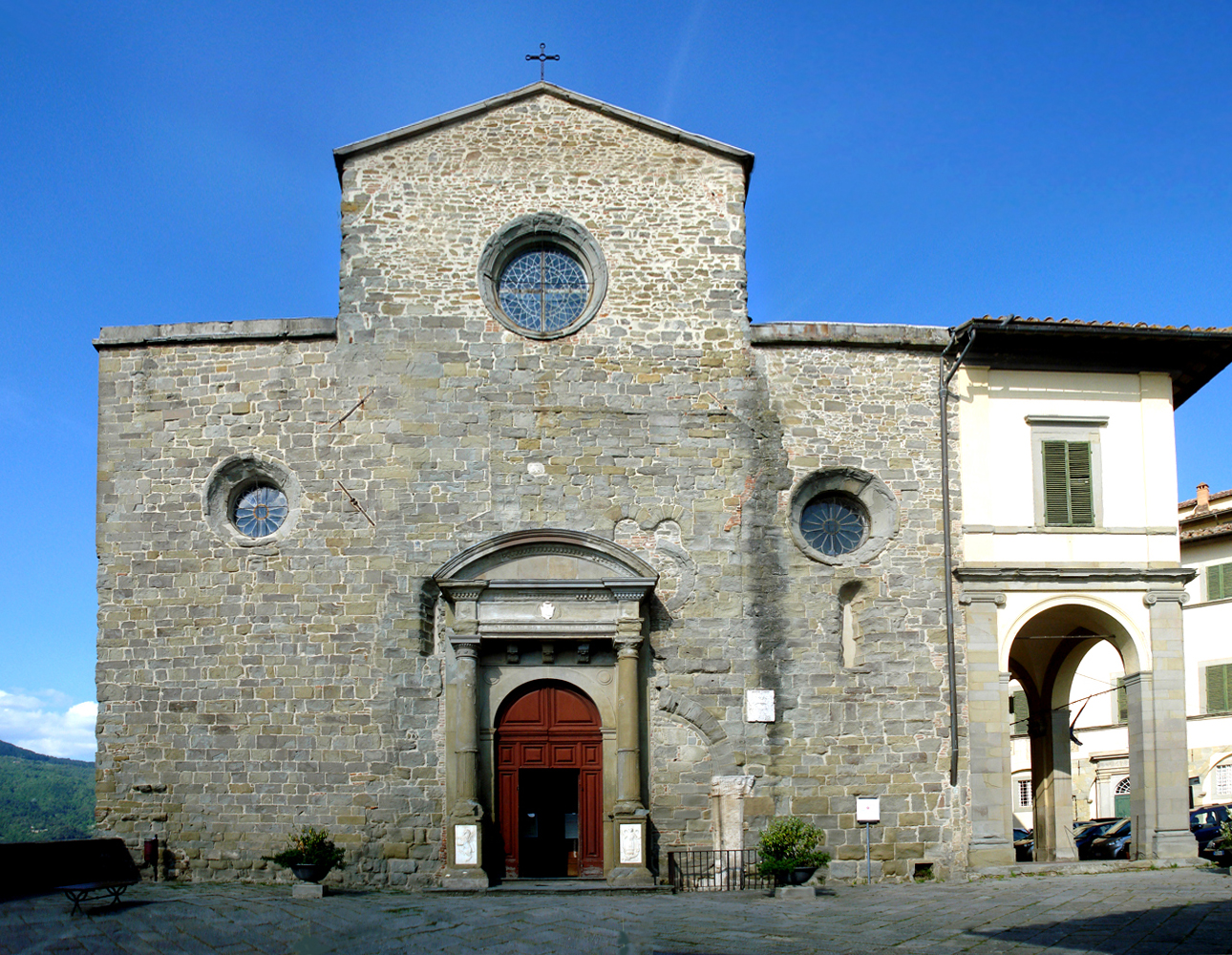
La cocatedral de Santa Maria Assunta de Cortona.

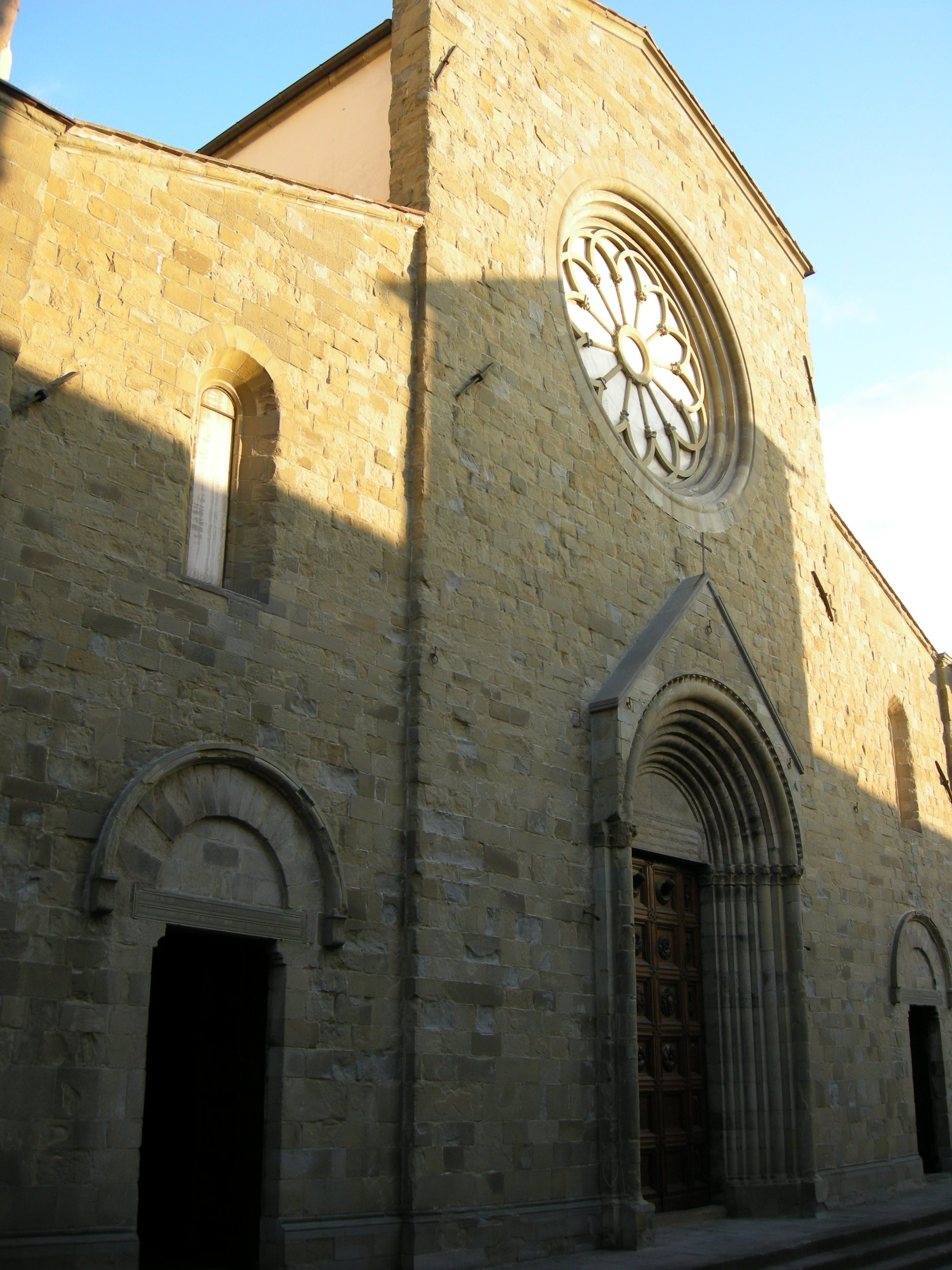
La cocatedral de San Giovanni Evangelista de Sansepolcro.

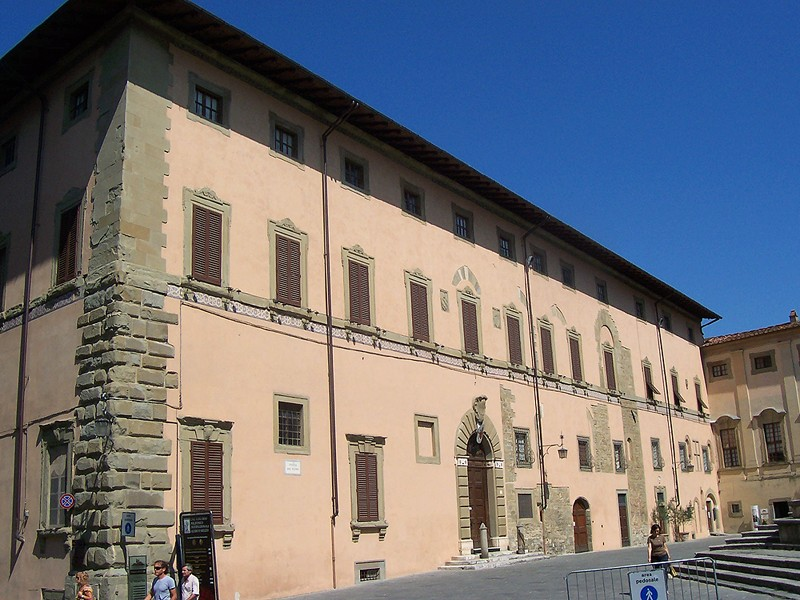
El palau episcopal d'Arezzo.

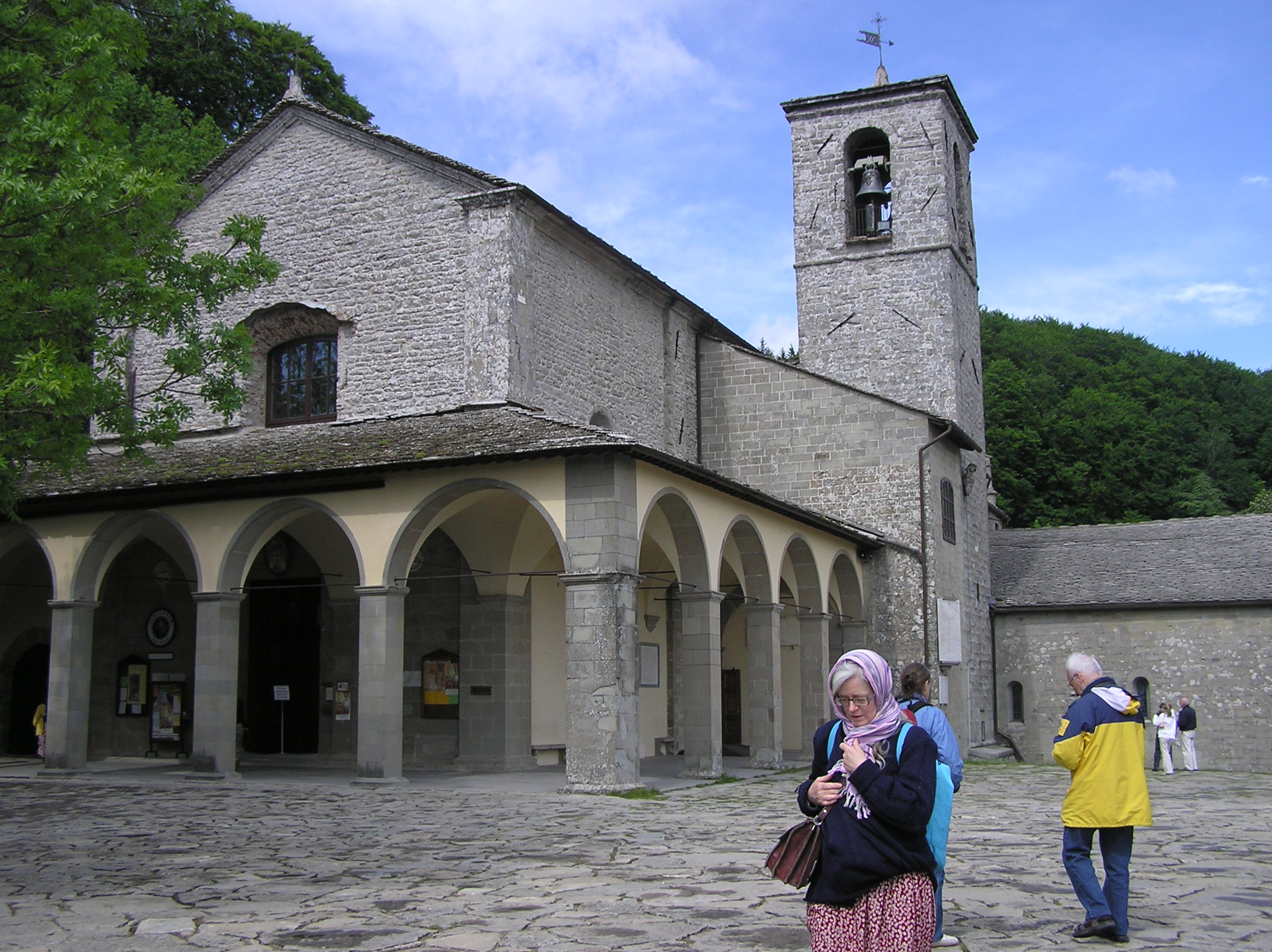
El santuari de la Verna.

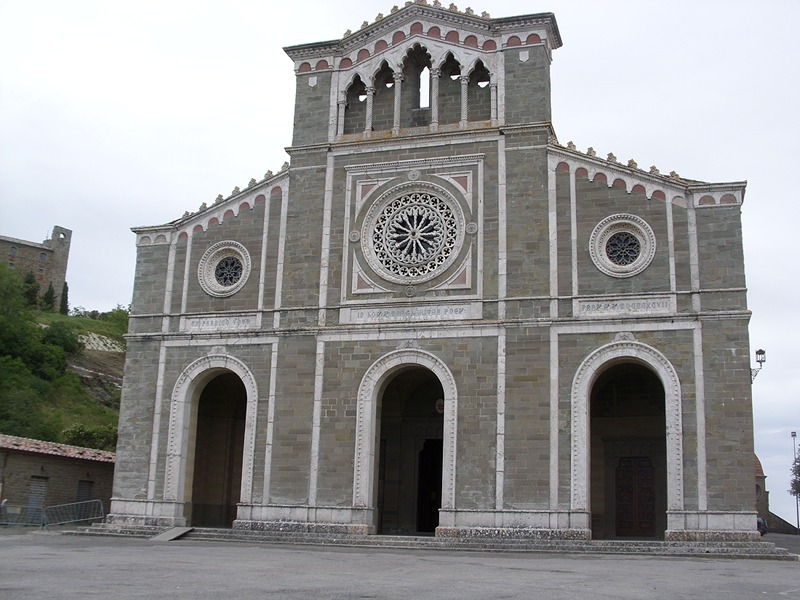
La Basílica de Santa Margherita a Cortona.

## Història

### Diòcesi d'Arezzo
La diòcesi d'Arezzo és molt antiga. La tradició senyala a sant Romolo, deixeble de sant Pau i més tard llegendari bisbe de Fiesole, el primer evangelitzador d'Arezzo.
A l'arxiu capitular hi ha un pergami del segle xi, a la part posterior de la qual hi ha un catàleg dels bisbes d'Arezzo des del segle iv fins a Teobaldo el 1036: es tracta d'una sèrie ininterrompuda de bisbes copiat de díptics antics, és a dir, a partir de taules de fusta que fins al segle x, va servir per recordar a la litúrgia de Tots Sants, el nom dels bisbes anteriors pels quals pregar.
Aquesta llarga llista, després del segle xvi, va ser manipulada per canviar l'ordre original dels noms, amb la interpolació de noms inventats de bisbes o l'omissió dels noms dels altres bisbes. El catàleg modificat, amb l'addició de les cites més o menys fantasioses, va ser acceptada per Ughelli en la seva «Italia sacra», per Cappelletti a l'obra «Le Chiese d'Italia dalla loro origine sino ai nostri giorni», i per Pius Bonifacius Gams a la «Series episcoporum Ecclesiae Catholicae». A principis del segle xx l'erudit Ubaldo Pasqui va publicar el catàleg original, amb un assaig crític, a «Documenti per la storia della città di Arezzo nel medioevo», restituint d'aquesta manera l'ordre exacte dels bisbes d'Arezzo.
El primer bisbe del catàleg és Sant Sàtiro, que segons la «Passio Donati» moriria durant el pontificat del Papa Juli I (337-352). El successor, Sant Donat, és el sant patró de la ciutat i de la diòcesi; és recordat al Vetus Martyrologium Romanum el 7 d'agost, i d'ell parla Gregori el Gran en els seus «Diàlegs».
Al principi del segle xi sant Romuald va fundar l'Ermita de Camaldoli. El bisbe Teobald va donar la parcel·la i va consagrar l'església el 1027.
A la catedral d'Arezzo, a més de Sant Donat, està enterrat el papa Gregori X ; en el mateix edifici se celebrà el conclave que va triar el 1276 el seu successor, Innocenci V. Va ser el primer conclave en què els cardenals es van reunir en clausura per elegir un papa, segons el que estableix la Ubi Periculum del 1274.
Secular va ser la lluita entre l'arxidiòcesi de Siena i d'Arezzo per la jurisdicció de dinou parròquies, al territori de Siena, però sota l'autoritat eclesiàstica dels bisbes d'Arezzo. Al segle xii, el papa Honori II va donar la raó a Arezzo, a la qual aquestes esglésies pertanyien a tempore Romanorum.
La gran diòcesi d'Arezzo, que des del principi va ser immediatament subjecta a la Santa Seu, es va sotmetre a diversos desmembrament a partir del segle xiv per l'erecció d'altres diòcesis a la Toscana: Cortona (1325), Pienza (inclòs el territori de l'Abadia de Monte Oliveto Maggiore) i Montalcino (1462), Sansepolcro (1515), Montepulciano (1561) i l'Abadia de Monte Oliveto Maggiore (1765).
En el període post-tridentí va distingir-se el bisbe Tommaso Salviati que, arran del milanès Carles Borromeu, introduí les reformes conciliars a la diòcesi i va fundar el seminari en 1639.
Durant l'episcopat del cardenal Giovanni Antonio Guadagni (segle xviii), el Papa Climent XII va concedir a perpetuïtat als bisbes d'Arezzo les insígnies arxiepiscopals, el pal·li i la creu processional. L'últim bisbe d'usar les insígnies arquebisbals del pal·li i la creu processional va ser Giovanni Telesforo Cioli; finalment, el 1986 es va revocar el privilegi. Els bisbes d'Arezzo portaven també els títols Príncep de l'Imperi Romà a la Toscana i de Comte de Cessa.
El bisbat d'Arezzo mai ha estat vacant durant llargs períodes: el màxim va ser de set anys, entre 1860 i 1867, en el període inicial de la unificació d'Itàlia, quan les autoritats del govern van impedir el lliure establiment de la jerarquia eclesiàstica.

### Diòcesi de Cortona
Cortona, anteriorment part de la diòcesi d'Arezzo, va ser elevat a diòcesi el 19 de juny de 1325 pel Papa Joan XXII mitjançant la butlla Vigilis speculatoris, com a recompensa a la lleialtat de Cortona, güelfa, mentre que Arezzo, ciutat gibel·lina, era excomunicada i el bisbe Guido di Pietramala va ser deposat. El territori va ser pres principalment de la diòcesi d'Arezzo, mentre que algunes parts van ser preses dels territoris de les diòcesis de Chiusi i de Città di Castello. La diòcesi estava immediatament subjecta a la Santa Seu.
El primer bisbe va ser Raniero Ubertini, que en 1331 va escapar a una conspiració en contra seva. Altres bisbes coneguts de Cortona van ser el cardenal Silvio Passerini (1521), Matteo Concini (1560) i Gerolamo Gaddi (1562), present al Concili de Trento.
La primera catedral de la diòcesi va ser l'església de Sant Vicenç, antiga església del priorat dels benedictins d'Arezzo; el 9 de juny de 1507, amb una butlla del Papa Juli II, la seu es va traslladar a l'actual catedral.
Es deu al bisbe Francesco Perignani la institució del seminari diocesà en 1573, un dels primers d'Itàlia, tot i que no va entrar plenament en funcionament fins a un segle després.

### Diòcesi de Sansepolcro
La ciutat de Sansepolcro va créixer en el territori de la diòcesi de Città di Castello al voltant d'una capella que contenia una relíquia de Terra Santa, que s'atribueix als pelegrins del segle x; posteriorment els monjos camaldulesos van construir un monestir on l'abat, almenys des de 1013, amb títols confirmats pels emperadors i papes, tenia jurisdicció temporal sobre els territoris de propietat abadia i també estava exempt de la jurisdicció eclesiàstica del bisbe de Città di Castello (abadia nullius dioecesis).
Al segle xiv els arentins van prendre possessió de la ciutat i el bisbe Guido di Pietramala en va fer un bastió fortificat gibel·lí; a l'àmbit civil-temporal els bisbes aretins van entrar en conflicte amb els abats camaldulesos, que reclamaven els drets temporals antics sobre la ciutat de Borgo San Sepolcro. Així, el 1402 el Papa Bonifaci IX va reafirmar l'exempció de la jurisdicció episcopal dels camaldulesos i reiterà una sèrie de privilegis en l'àmbit civil.
Per finalment posar fi al conflicte, el toscà Papa Lleó X erigí Sansepolcro en seu episcopal amb la butlla Praeexcellenti praeeminentia del 22 de setembre de 1515. A la nova diòcesi se li van assignar les fèrtils terres de l'abadia nullius camaldulesa de Sansepolcro i els d'una altra abadia camaldulesa, suprimida en aquell moment, de Santa Maria in Bagno; tots dos territoris es van incloure en el territori de la diòcesi de Città di Castello. A més, es van assignar 34 parròquies de la diòcesi d'Arezzo.
L'execució de la butlla papal es va retardar durant cinc anys i el primer bisbe va ser nomenat el 17 de setembre de 1520. Va ser Galeotto Graziani, abat camaldulès del monestir ciutadà, que va esdevenir la nova seu episcopal, mentre que l'església de l'abadia, dedicada a Sant Joan Evangelista, va ser erigida en la catedral diocesana. La diòcesi va ser sufragània de l'arxidiòcesi de Florència.
Entre els bisbes més famosos recordar ricordano Niccolò Tornabuoni, Dionisio Bussotti, Giovanni Lorenzo Tilli (que va fundar el seminari en 1711), Roberto Maria Costaguti, Pompeo Ghezzi, Domenico Bornigia i Abele Conigli.
Al segle xviii, la diòcesi es va ampliar amb la incorporació de l'arxiprestat nullius de Sestino (1788) i de l'abadia nullius de Sant'Ellero di Galeata (1784), per a un total de 46 noves parròquies, tres dels quals estaven en el territori de la diòcesi de Montefeltro.
El 7 d'octubre de 1975 va cedir a les parròquies de la vall del Bidente a la diòcesi de Forlì i les de la vall del Savio a la diòcesi de Cesena.

### Diòcesi d'Arezzo-Cortona-Sansepolcro
El 7 d'octubre de 1975 Telesforo Giovanni Cioli, ja bisbe d'Arezzo, també va ser nomenat bisbe de Sansepolcro. El mateix Cioli el 15 de febrer de 1978, també va ser nomenat bisbe de Cortona: d'aquesta manera els tres llocs es van trobar units in persona episcopi.
El 30 de setembre de 1986, en virtut del decret Instantibus votis de la Congregació per als Bisbes, es va establir la unió plena de les tres diòcesis; el nou districte eclesiàstic va prendre el nom de diòcesi d'Arezzo-Cortona-Sansepolcro i va esdevenir sufragània de l'arxidiòcesi de Florència.
El bisbe Giovanni D'Ascenzi s'ocupà d'aquesta delicada etapa institucional, inclòs el suport a la redefinició de la quantitat i el territori de les parròquies, rectories i les zones pasturals.
La diòcesi va ser visitada pels papes Joan Pau II el 1993 (Arezzo, Cortona, Camaldoli i La Verna) i Benet XVI el 2012 (Arezzo i Sansepolcro).
Actualment el territori diocesà, que per superfície està en la desena posició de la llista de les diòcesis italianes, es caracteritza per una gran heterogeneïtat geogràfica i sociocultural. Les dades que figuren en la taula a continuació destaquen com els primers vint anys de la vida de la nova diòcesi es va caracteritzar per una reducció dràstica en el nombre de sacerdots diocesans, a conseqüència d'una disminució de les vocacions que s'ha convertit una altra vegada més evident que en altres llocs, i el tancament de diverses cases religioses, tant masculines com femenines. Això ha portat a un profund replantejament de les estructures pastorals i pastorals.

## Episcopologi
Bisbes d'Arezzo
- Sant Satiro † (vers 336/340 - 353 mort)
- Sant Donato † (vers 346/352 - 7 d'agost de 362 mort)
- Gelasio † (vers 366 - 371 mort)
- Sant Domiziano † (citat el 371)
- Sant Severino † (citat el 372)
- Sant Fiorenzo † (citat el 375)
- Massimiano † (377 - ?)
- Eusebio † (380 - 380 mort)
- Sant Gaudenzio † (381 - 382 mort)
- Decenzio † (382 - 422 mort)
- Lorenzo I † (422 - ?)
- Gallo † (citat el 447)
- Benedetto † (citat el 501 vers)
- Olibrio † (citat el 520)
- Vindiciano † (545 - 560 ?)
- Cassiano † (560 - 575 ?)
- Dativo † (575 - 590 ?)
- Dulcizio † (590 - 598 ?)
- Innocenzo † (citat el 599)
- Lorenzo II ? † (citat el 600)[5]
- Magiuriano (Maiuriano o Mauriano) † (citat el 617 vers)
- Servando † (citat el 630 vers)
- Cipriano I † (citat el 654 vers)
- Bonomo † (citat el 658 vers)
- Vitaliano † (citat el 676 vers)
- Cipriano II † (citat el 680)[6]
- Alipario † (citat el 685)
- Deodato † (citat el 707 vers)
- Aliseo † (citat el 713 vers)
- Luperziano † (citat el 715)
- Stabile † (741 - 752)
- Cunemondo † (citat el 752)
- Elveto † (citat el 775)
- Lamberto o Ariberto † (vers 795 - finals de 826)
- Pietro I † (inicis de 828 - finals de 845)
- Pietro II † (vers 850 - finals de 867)
- Giovanni † (finals de 872 - finals de 898)
- Pietro III † (900 - dopo il 916)
- Teodosio † (citat el 922)
- Biagio ? † (citat el 930 aproximadament)
- Ugo † (citat el 952)
- Guglielmo I † (citat el 955)
- Everardo † (960 - dopo il 967)
- Alperto † (citat el 972)
- Elemperto I † (986 - 1010)
- Guglielmo II † (1010 - 1013 ?)
- Adalberto o Alberto † (1014 - 1023)
- Teodaldo † (1023 - 1036)
- Immone † (1036 - 1051)
- Arnaldo † (1051 - 1062 mort)
- Costantino † (1062 - 1081 deposat)
- Elemperto II † (1081 - 1104 mort)
- Gregorio I † (1104 - 1114)
- Guido Boccatorta † (1114 - 1128 o 1129 mort)
- Buiano † (de gener de 1129 - 30 de maig de 1134 deposat)
- Mauro † (1134 - 1142)
- Girolamo † (1144 - 1177)
- Eliotto † (1177 - 5 de desembre de 1181 mort)
- Amedeo † (16 de gener de 1182 - 1203 mort)
- Gregorio II † (1203 - 12 de juny de 1212 mort)
- Martino † (1213 - 1236 mort)
- Marcellino Albergotti Beltrami † (16 d'agost de 1236 - de juny de 1248 mort)
- Guglielmino degli Ubertini † (d'octubre de 1248 - 11 de juny de 1289 mort)
- Ildebrandino Guidi † (26 de setembre de 1289 - 1312 mort)
- Guido di Pietramala † (7 de juliol de 1312 - 1325 deposat)
- Boso degli Ubertini † (20 de juliol de 1325 - 1365 mort)
- Jacopo Muti † (17 de desembre de 1365 - 18 de juliol de 1371 nomenat bisbe de Spoleto)
- Giovanni Albergotti I † (18 de juliol de 1371 - 1375 mort)
- Giovanni Albergotti II † (15 d'octubre de 1375 - 1390)
- Antonio Arcioni † (10 d'octubre de 1390 - 1391 renuncià)
- Angelo Ricasoli † (5 d'agost de 1391 - de novembre de 1403 mort)
- Pietro Ricci † (29 de novembre de 1403 - 9 d'octubre de 1411 nomenat arquebisbe de Pisa)
- Cappone Capponi † (9 d'octubre de 1411 - 1413 mort)
- Francesco da Montepulciano † (22 de desembre de 1413 - 1433 mort)
- Roberto degli Asini † (8 de novembre de 1434 - 1456 mort)
- Filippo de' Medici † (10 de gener de 1457 - 14 de gener de 1461 nomenat arquebisbe de Pisa)
- Lorenzo Acciaiuoli † (15 de gener de 1461 - 1473 mort)
- Gentile de' Becchi † (20 d'octubre de 1473 - 1497 mort)
- Cosimo de' Pazzi † (17 d'abril de 1497 - 5 de juliol de 1508 nomenat arquebisbe de Florència)
  - Raffaele Riario † (7 de juliol de 1508 - 5 de novembre de 1511 renuncià) (administrador apostòlic)
- Girolamo Sansoni † (5 de novembre de 1511 - 19 de novembre de 1519 nomenat bisbe de Lodi)
- Ottaviano Maria Sforza † (19 de novembre de 1519 - 1525)
- Francesco Minerbetti † (6 de març de 1525 - 1537 renuncià)
- Bernardetto Minerbetti † (6 de febrer de 1538 - 16 de setembre de 1574 mort)
- Stefano Bonucci, O.S.M. † (1 d'octubre de 1574 - 2 de gener de 1589 mort)
- Pietro Usimbardi † (9 de juny de 1589 - 28 de maig de 1612 mort)
- Antonio de' Ricci † (27 de juny de 1612 - de desembre de 1637 mort)
- Tommaso Salviati † (1 de març de 1638 - 15 d'octubre de 1671 mort)
- Nereo Neri Corsini † (8 de febrer de 1672 - 7 de març de 1677 renuncià)
- Alessandro Strozzi † (8 de març de 1677 - 19 d'octubre de 1682 mort)
- Giuseppe Ottavio Attavanti † (24 de maig de 1683 - 9 de gener de 1691 mort)
- Giovan Matteo Marchetti † (19 de desembre de 1691 - de setembre de 1704 mort)
- Benedetto Falconcini † (15 de desembre de 1704 - 6 de març de 1724 mort)
- Giovanni Antonio Guadagni, O.C.D. † (20 de desembre de 1724 - 4 de novembre de 1732 renuncià)
- Francesco Guidi † (19 de gener de 1733 - 15 de febrer de 1734 nomenat arquebisbe de Pisa)
- Carlo Filippo Incontri † (5 de maig de 1734 - 26 de juliol de 1753 mort)
- Jacopo Gaetano Inghirami † (17 de març de 1755 - 20 de maig de 1772 mort)
- Angiolo Franceschi † (13 de novembre de 1775 - 28 de setembre de 1778 nomenat arquebisbe de Pisa)
- Niccolò Marcacci † (14 de desembre de 1778 - 1 de gener de 1799 mort)
  - Sede vacante (1799-1802)
- Agostino Albergotti † (20 de setembre de 1802 - 6 de maig de 1825 mort)
- Sebastiano Maggi † (9 d'abril de 1827 - 3 d'abril de 1839 mort)
  - Sede vacante (1839-1843)
- Attilio Fiascaini † (30 de gener de 1843 - 25 de novembre de 1860 mort)
  - Sede vacante (1860-1867)
- Giuseppe Giusti † (22 de febrer de 1867 - 14 de desembre de 1891 renuncià i nomenat arquebisbe titular de Nisibi)
- Donnino Donnini † (14 de desembre de 1894 - 18 d'octubre de 1904 mort)
- Giovanni Volpi † (14 de novembre de 1904 - 3 de juliol de 1919 renuncià)
- Emanuele Mignone † (18 de desembre de 1919 - 23 de desembre de 1961 jubilat)
- Giovanni Telesforo Cioli, O.Carm. † (23 de desembre de 1961 - 11 d'abril de 1983 jubilat)
- Giovanni D'Ascenzi † (11 d'abril de 1983 - 30 de setembre de 1986 nomenat bisbe d'Arezzo-Cortona-Sansepolcro)

Bisbes de Cortona
- Raniero Ubertini † (19 de juny de 1325 - 12 de setembre de 1348 mort)
- Gregorio de Fasciani † (5 de novembre de 1348 - 9 de febrer de 1364 mort)
- Benedetto Vallati, O.P. † (23 de juliol de 1364 - ?)
- Giuliano de Chinibaldi, O.P. † (citat el 1382)
- Lorenzo Coppi † (11 de febrer de 1388 - ?)
  - Ubaldino Bonamici † (23 de gener de 1391 - 8 de març de 1393 nomenat arquebisbe de Torres) (bisbe electe)
- Bartolomeo da Troia, O.F.M. † (13 de gener de 1393 - 1404 mort)
- Enoc de Cioncolari, O.E.S.A. † (17 de novembre de 1404 - ? mort)
- Matteo Testi, O.S.M. † (7 d'octubre de 1426 - 9 de setembre de 1439 deposat)
- Bartolomeo Lopacci Rimbertini, O.P. † (23 de setembre de 1439 - 27 de juny de 1449 nomenat bisbe de Corone)
- Matteo Testi, O.S.M. † (27 de juny de 1449 - 1455 renuncià) (per la seconda volta)
- Mariano Salvini, O.S.M. † (31 de gener de 1455 - 1477 mort)
- Cristoforo Bordini † (12 de febrer de 1477 - 13 de novembre de 1502 mort)
- Raniero Guicciardini † (28 de novembre de 1502 - 2 de febrer de 1504 mort)
- Francesco Soderini † (6 de març de 1504 - 23 de maig de 1505 renuncià)
- Guglielmo Capponi † (25 de maig de 1505 - 1515 mort)
- Giovanni Sernino de Cucciati † (1516 - 1 d'octubre de 1521 mort)
- Silvio Passerini † (15 de novembre de 1521 - 20 d'abril de 1529 mort)
- Leonardo Buonafede, O.S.B. † (24 de maig de 1529 - 1538 renuncià)
- Giovambattista Ricasoli † (25 d'octubre de 1538 - 14 de febrer de 1560 nomenat bisbe de Pistoia)
- Matteo Concini † (14 de febrer de 1560 - 1562 renuncià)
- Gerolamo Gaddi † (16 de desembre de 1562 - 1572 mort)
- Francesco Perignani † (3 de març de 1572 - 1577 mort)
- Costantino Piccioni, O.E.S.A. † (25 de febrer de 1577 - 1585 mort)
- Giovanni Alberti † (15 de juliol de 1585 - 2 d'octubre de 1596 mort)
- Cosimo de Angelis † (24 de gener de 1597 - 1603 mort)
- Filippo Bardi † (19 de desembre de 1603 - 1622 mort)
- Cosimo Minerbetti † (19 de desembre de 1622 - de juny de 1628 mort)
- Lorenzo della Robbia † (11 de desembre de 1628 - 6 d'agost de 1634 nomenat bisbe de Fiesole)
- Ludovico Serristori † (25 de setembre de 1634 - d'agost de 1656 mort)
- Filippo Galilei † (28 de maig de 1657 - 1677 mort)
- Niccolò Oliva, O.E.S.A. † (22 de novembre de 1677 - 1684 mort)
- Pietro Ludovico Malaspina, C.R. † (2 d'octubre de 1684 - 11 de maig de 1695 nomenat bisbe de Massa Marittima)
- Giuseppe Ciei, C.O. † (28 de novembre de 1695 - de març de 1704 mort)
- Sebastiano Zucchetti † (27 d'abril de 1705 - de setembre de 1714 mort)
- Pietro Giovanni Battista Puccini † (13 de gener de 1716 - vers 1726 mort)
- Luigi Gherardi † (9 de desembre de 1726 - octubre de 1752 mort)
  - Sede vacante (1752-1755)
- Giuseppe Ippoliti † (12 de maig de 1755 - 15 d'abril de 1776 nomenat bisbe de Pistoia i Prato)
- Gregorio Alessandri † (20 de maig de 1776 - 15 d'octubre de 1802 mort)
- Filippo Ganucci † (20 de setembre de 1802 - 6 d'octubre de 1806 nomenat bisbe de Livorno)
- Nicolò Laparelli † (23 de març de 1807 - 23 de setembre de 1821 mort)
  - Sede vacante (1821-1824)
- Girolamo Conversini † (12 de juliol de 1824 - 21 de juny de 1826 mort)
  - Sede vacante (1826-1829)
- Ugolino Carlini † (27 de juliol de 1829 - 13 de setembre de 1847 mort)
- Giuseppe Antonio Borghi, O.F.M.Cap. † (5 de novembre de 1849 - 31 de juliol de 1851 mort)
  - Sede vacante (1851-1854)
- Feliciano Barbacci, O.F.M. † (30 de novembre de 1854 - 24 de novembre de 1869 mort)
- Giovanni Battista Laparelli Pitti † (23 de febrer de 1872 - 22 de gener de 1896 mort)
- Guido Corbelli, O.F.M. † (22 de juny de 1896 - 8 d'agost de 1901 renuncià)
- Michele Angelo Baldetti † (16 de desembre de 1901 - 30 d'abril de 1923 mort)
- Riccardo Carlesi † (23 de maig de 1923 - 9 de gener de 1932 mort)
- Giuseppe Franciolini † (2 de març de 1932 - 15 de febrer de 1978 jubilat)
- Telesforo Giovanni Cioli, O.Carm. † (15 de febrer de 1978 - 11 d'abril de 1983 jubilat)
- Giovanni D'Ascenzi † (11 d'abril de 1983 - 30 de setembre de 1986 nomenat bisbe d'Arezzo-Cortona-Sansepolcro)

Bisbes de Sansepolcro
- Galeotto Graziani † (17 de setembre de 1520 - 16 d'abril de 1522 mort)
- Leonardo Tornabuoni † (16 d'abril de 1522 - 19 de març de 1539 nomenat bisbe d'Aiacciu)
- Filippo Archinto † (19 de març de 1539 - 19 d'octubre de 1546 nomenat bisbe de Saluzzo)
- Alfonso Tornabuoni † (19 d'octubre de 1546 - 1557 mort)
- Filippo Tornabuoni † (1 d'octubre de 1557 - 2 de novembre de 1559 mort)
- Niccolò Tornabuoni † (29 de maig de 1560 - 13 d'abril de 1598 mort)
- Alessandro Borghi † (22 de juny de 1598 - 1605 renuncià)
- Girolamo Incontri † (19 de desembre de 1605 - de novembre de 1615 mort)
- Giovanni dei Gualtieri † (2 de desembre de 1615 - 20 de maig de 1619 mort)
- Filippo Salviati † (12 d'agost de 1619 - 1634 mort)
- Zanobi de' Medici, O.P. † (20 de novembre de 1634 - 17 d'octubre de 1637 mort)
- Dionisio Bussotti, O.S.M. † (19 d'abril de 1638 - 24 d'octubre de 1654 mort)
- Cherubino Malaspina, O.P. † (30 d'agost de 1655 - 14 de març de 1667 mort)
- Giovanni Carlo Baldovinetti, O.P. † (12 de desembre de 1667 - de setembre de 1671 mort)
- Lodovico Malaspina † (8 de febrer de 1672 - 5 de setembre de 1695 mort)
- Gregorio Compagni, O.P. † (2 de gener de 1696 - 25 de juny de 1703 nomenat bisbe de Larino)
- Giovanni Lorenzo Tilli † (21 de juliol de 1704 - 7 de gener de 1724 mort)
- Bartolomeo Pucci Franceschi † (20 de desembre de 1724 - 20 de setembre de 1728 nomenat bisbe de Pescia)
- Raimondo Pecchioli, O.P. † (20 de setembre de 1728 - 22 de gener de 1748 mort)
- Domenico Poltri † (21 d'abril de 1749 - 4 d'agost de 1755 nomenat bisbe de San Miniato)
- Adeodato Andrea Aldobrandini † (3 de gener de 1757 - de gener de 1771 mort)
- Niccolò Marcacci † (4 de març de 1771 - 14 de desembre de 1778 nomenat bisbe d'Arezzo)
- Roberto Costaguti † (14 de desembre de 1778 - 16 de novembre de 1818 mort)
- Annibale Tommasi † (29 de maig de 1820 - 14 d'abril de 1845 mort)
  - Sede vacante (1845-1849)
- Giuseppe Singlau † (20 d'abril de 1849 - 18 de gener de 1867 mort)
  - Sede vacante (1867-1872)[7]
- Luigi Amadori Biscioni † (23 de febrer de 1872 - 23 de setembre de 1875 renuncià i va ser nomenat arquebisbe titular de Tebe)
- Giustino Puletti † (23 de setembre de 1875 - 21 de febrer de 1892 mort)
- Raffaele Sandrelli † (11 de juliol de 1892 - 3 de juliol de 1911 renuncià i va ser nomenat bisbe titular de Comana di Armenia)
- Pompeo Ghezzi † (27 de novembre de 1911 - 25 d'octubre de 1953 renuncià i va ser nomenat arquebisbe titular de Gabula)
- Domenico Bornigia † (27 de novembre de 1953 - 10 de març de 1963 mort)
- Abele Conigli † (2 de maig de 1963 - 16 de febrer de 1967 nomenat bisbe de Teramo e Atri)
  - Sede vacante (1967-1975)[8]
- Telesforo Giovanni Cioli, O.Carm. † (7 d'octubre de 1975 - 11 d'abril de 1983 jubilat)
- Giovanni D'Ascenzi † (11 d'abril de 1983 - 30 de setembre de 1986 nomenat bisbe d'Arezzo-Cortona-Sansepolcro)

Bisbes d'Arezzo-Cortona-Sansepolcro
- Giovanni D'Ascenzi † (30 de setembre de 1986 - 8 de juny de 1996 jubilat)
- Flavio Roberto Carraro, O.F.M.Cap. (8 de juny de 1996 - 25 de juliol de 1998 nomenat bisbe de Verona)
- Gualtiero Bassetti (21 de novembre de 1998 - 16 de juliol de 2009 nomenat arquebisbe de Perusa-Città della Pieve)
- Riccardo Fontana, des del 16 de juliol de 2009

## Demografia
A finals del 2012, la diòcesi tenia 335.000 batejats sobre una població de 353.700 persones, equivalent al 94,7% del total.
| any                                  | població | població | població | sacerdots | sacerdots       | sacerdots       | sacerdots             | diaques | religiosos | religiosos | parroquies |
| ------------------------------------ | -------- | -------- | -------- | --------- | --------------- | --------------- | --------------------- | ------- | ---------- | ---------- | ---------- |
| any                                  | batejats | total    | %        | total     | clergat secular | clergat regular | batejats por sacerdot | diaques | homes      | dones      |            |
| diòcesi d'Arezzo                     |          |          |          |           |                 |                 |                       |         |            |            |            |
| 1905                                 | ?        | 250.000  | ?        | 712       | 563             | 149             | ?                     | ?       | ?          | ?          | 330        |
| 1950                                 | 225.000  | 250.000  | 90,0     | 465       | 355             | 110             | 483                   |         | 150        | 410        | 336        |
| 1959                                 | 265.000  | 270.000  | 98,1     | 433       | 329             | 104             | 612                   |         | 157        | 400        | 324        |
| 1970                                 | 194.000  | 205.000  | 94,6     | 386       | 283             | 103             | 502                   |         | 118        | 527        | 327        |
| 1980                                 | 199.800  | 201.400  | 99,2     | 395       | 257             | 138             | 505                   |         | 154        | 345        | 333        |
| diòcesi de Cortona                   |          |          |          |           |                 |                 |                       |         |            |            |            |
| 1905                                 | 30.200   | ?        | ?        | 121       | 85              | 36              | ?                     | ?       | ?          | ?          | 50         |
| 1950                                 | 32.665   | 32.684   | 99,9     | 95        | 60              | 35              | 343                   |         | 86         | 103        | 52         |
| 1970                                 | 23.075   | 23.100   | 99,9     | 68        | 54              | 14              | 339                   |         | 21         | 88         | 53         |
| 1980                                 | 24.000   | 24.200   | 99,2     | 61        | 47              | 14              | 393                   |         | 17         | 83         | 53         |
| diòcesi de Sansepolcro               |          |          |          |           |                 |                 |                       |         |            |            |            |
| 1905                                 | ?        | 60.500   | ?        | 216       | 190             | 26              | ?                     | ?       | ?          | ?          | 135        |
| 1950                                 | 79.500   | 80.000   | 99,4     | 108       | 90              | 18              | 736                   |         | 21         | 36         | 136        |
| 1970                                 | 45.000   | 45.000   | 100,0    | 136       | 117             | 19              | 330                   |         | 23         | 114        | 136        |
| 1980                                 | 29.000   | 29.400   | 98,6     | 63        | 53              | 10              | 460                   |         | 11         | 53         | 95         |
| diòcesi d'Arezzo-Cortona-Sansepolcro |          |          |          |           |                 |                 |                       |         |            |            |            |
| 1990                                 | 265.329  | 268.350  | 98,9     | 403       | 307             | 96              | 658                   | 3       | 141        | 507        | 245        |
| 1999                                 | 259.980  | 260.000  | 100,0    | 374       | 257             | 117             | 695                   | 9       | 161        | 312        | 247        |
| 2000                                 | 259.980  | 260.000  | 100,0    | 362       | 245             | 117             | 718                   | 9       | 161        | 312        | 247        |
| 2001                                 | 259.985  | 261.626  | 99,4     | 390       | 273             | 117             | 666                   | 8       | 135        | 266        | 246        |
| 2002                                 | 259.999  | 267.099  | 97,3     | 372       | 268             | 104             | 698                   | 12      | 112        | 255        | 244        |
| 2003                                 | 257.000  | 267.000  | 96,3     | 374       | 270             | 104             | 687                   | 12      | 112        | 252        | 244        |
| 2004                                 | 285.000  | 300.000  | 95,0     | 337       | 233             | 104             | 845                   | 16      | 108        | 257        | 244        |
| 2006                                 | 290.000  | 305.000  | 95,1     | 325       | 250             | 75              | 892                   | 18      | 79         | 253        | 244        |
| 2012                                 | 335.000  | 353.700  | 94,7     | 223       | 177             | 46              | 1.502                 | 24      | 66         | 410        | 247        |